# Spuk in Hill House
Spuk in Hill House ist eine US-amerikanische Horrorserie von Mike Flanagan. Die Serie basiert auf dem gleichnamigen Roman von Shirley Jackson, weist aber auch Eigenschaften einer Neuinterpretation auf, wodurch es einige inhaltliche Unterschiede zur eigentlichen Geschichte der Buchvorlage gibt.
Es ist die dritte Verfilmung des Romans. Erstmals wurde der Film unter dem Titel Bis das Blut gefriert im Jahr 1963 veröffentlicht. 1999 folgte eine Neuverfilmung der Buchvorlage unter dem Titel Das Geisterschloss. Beide Verfilmungen hatten im englischen Original den Titel The Haunting.
Die Serie wurde am 12. Oktober 2018 auf Netflix veröffentlicht. Die Fortsetzung Spuk in Bly Manor, basierend auf The Turn of the Screw von Henry James, erschien am 9. Oktober 2020.

## Handlung
Hugh und Olivia ziehen in den 80er Jahren in ein altes Haus, welches sie komplett sanieren und später wieder verkaufen wollen. Das Haus bietet viel Platz und eine Menge zu entdecken für die Kinder Steven, Shirley, Theodora und die Zwillinge Nell und Luke. Schnell wird klar, dass im Haus eine Menge merkwürdige Dinge passieren. Olivia bekommt immer öfter Kopfschmerzen, schlafwandelt und führt Selbstgespräche. Luke und Nell sehen beängstigende Kreaturen. Theodora verspürt durchgängig Kälte und kann durch ihre Hände Dinge wahrnehmen, die sonst keiner spürt. In einer Nacht gibt es ein starkes Unwetter, wodurch viele Fenster beschädigt werden und somit die Sanierung verlängert wird. Hugh findet im Keller hinter einer Wand das Skelett eines Mannes, der sich vor langer Zeit selbst eingemauert hat. Als Olivia eine Pause vom Haus und der Versorgung ihrer Familie machen möchte und plant, zu ihrer Schwester Janet zu fliegen – dies aber nicht tut – überschlagen sich die Ereignisse. Olivia kehrt zum Haus zurück und möchte mit den Zwillingen und Lukes Freundin Abigail mitten in der Nacht eine Teeparty in einem merkwürdigen Raum veranstalten, der durch eine rote Tür seit Einzug verschlossen ist. Als Hugh in der Küche Gift findet und Abigail im roten Zimmer gerade im Sterben liegt, sammelt er alle Kinder ein und fährt sie zu einem Motel. In dieser Zeit findet Olivia wieder zu sich, sieht Abigail und lässt sich durch einen Geist dazu bringen, vom Geländer der Treppe zu springen. Später wachsen die Kinder bei ihrer Tante Janet auf und entfremden sich ihrem Vater durch unbeantwortete Fragen zum Tod ihrer Mutter.
Steven ist ein Autor, der über das Hill House schreibt und nicht an die bösen Kräfte des Hauses glaubt. Er versucht, alle Erscheinungen mit plausiblen Erklärungen zu begründen. Theodora ist Ärztin, die verängstigten Kindern hilft und versucht, sämtliche Gefühle von sich wegzuhalten. Shirley besitzt mit ihrem Mann einen Bestattungsdienst. Luke ist heroinabhängig und schon zum wiederholten Male im Entzug. Nell litt jahrelang an extremen Schlafstörungen, in denen sie immer wieder „die Frau mit dem verbogenen Hals“ sieht. Sie heiratet einen Schlaftechnologen, mit dem zusammen sie ihre Probleme im Griff hat. Eines Nachts, als sie wieder einmal die Gespenster-Frau sieht, stirbt ihr Mann durch ein Aneurysma. Nell wird dadurch depressiv und bekommt Tabletten, die sie immer wieder absetzt, und verwickelt ihre Geschwister immer wieder in unangenehme Situationen. Als ihr keiner mehr zuhören möchte, fährt sie nach Boston und sucht das Motel und das Haus auf. Als sie das Haus betritt, fantasiert sie ihre Mutter, ihren Mann und ihre Geschwister und feiert erneut ihre Hochzeit. In Wirklichkeit aber tanzt sie durch die Ruinen, legt sich am gleichen Geländer wie ihre Mutter ein Seil um den Hals und erhängt sich.
Steven sieht in seinem Appartement seine Schwester Nell, wird in diesem Moment über ihren Tod informiert und sieht dadurch das erste Mal einen Geist. Luke spürt in diesem Moment durch „das Zwillingsding“, dass irgendetwas nicht in Ordnung ist. Steven sammelt ihn auf und erzählt von ihrem Tod. Hugh erscheint zur Beerdigung und muss leider feststellen, dass die Kinder sich ihm sehr entfremdet haben. Shirley kümmert sich um die Balsamierung ihrer Schwester. Zur Beerdigung geschehen immer mehr merkwürdige Dinge. Luke verschwindet und stiehlt Shirleys Kreditkarte und Theodoras Auto. Steve und Hugh begeben sich auf die Suche nach ihm und erfahren an einer Tankstelle, dass er Benzinkanister gekauft hat, die er offenbar verwenden will, um Hill House niederzubrennen. Luke trifft beim Haus ein und verteilt das Benzin in der Eingangshalle, doch es lässt sich nicht entzünden. Er wird von seiner Mutter als Geist in das Zimmer mit der roten Tür gelockt. Als später alle im Haus sind, wird jedes der Kinder durch irgendetwas in dieses Zimmer gelockt. Dort treffen sie auf Nell, die ihnen erzählt, dass sie alle schon in diesem Raum waren. Für jeden stellte er eine andere Einrichtung dar, er war wandelbar. Für Luke war er ein Baumhaus, für Steven ein Spielzimmer, für Olivia ein Leseraum und für Theodora ihr Tanzzimmer. Als Hugh von außen den Geist Olivias dazu überreden kann, die Tür zu öffnen – wenn er dafür bei ihr bleibt – können die Geschwister flüchten und ihren Bruder ins Krankenhaus fahren. Nur Steven und Hugh bleiben zurück. Hugh möchte Steven zeigen, was damals in der letzten Nacht geschah, um mit ihm ins Reine zu kommen. Im Rückblick sieht Steven, dass Hugh ein Abkommen mit dem Hausmeister namens Dudley und seiner Frau geschlossen hat, dass diese niemandem von den Ereignissen jener Nacht erzählen, wenn er im Gegenzug das Haus nicht abreißen lässt. Im Haus wandelt nämlich nun auch der Geist der toten Abigail, der Tochter der Dudleys, umher und für die Eltern ist dies die letzte Möglichkeit, ihre Tochter zu sehen. Hugh erklärt Steven, dass ihm nun das Haus gehört und Steven realisiert, dass er nur mit Hughs Geist geredet hat, da sich der echte Hugh zuvor mittels Tabletten selbst getötet hat.
Die Serie endet damit, dass Steven einen zweiten Teil seines Buchs schreibt, Theodora sich endlich ihren Bindungsängsten stellt, Luke seit zwei Jahren abstinent ist und Shirley sich ihrem Mann Kevin öffnet. Der Ablauf wird in früheren und heutigen Sequenzen gezeigt.

## Besetzung und Synchronisation
Die deutsche Synchronisation erstellte die Synchronfirma RRP Media UG in Berlin nach einem Dialogbuch und unter der Dialogregie von Ralf Pel.

### Hauptdarsteller
| Rollenname            | Schauspieler         | Episoden  | Synchronsprecher   |
| --------------------- | -------------------- | --------- | ------------------ |
| Steven Crain          | Michiel Huisman      | 1.01–1.10 | Karlo Hackenberger |
| Steven Crain          | Paxton Singleton 1   | 1.01–1.10 | Ben Hadad          |
| Hugh Crain            | Timothy Hutton       | 1.01–1.10 | Viktor Neumann     |
| Hugh Crain            | Henry Thomas 1       | 1.01–1.10 | Viktor Neumann     |
| Shirley Crain         | Elizabeth Reaser     | 1.01–1.10 | Diana Borgwardt    |
| Shirley Crain         | Lulu Wilson 1        | 1.01–1.10 | Celina Gaschina    |
| Luke Crain            | Oliver Jackson-Cohen | 1.01–1.10 | Peter Sura         |
| Luke Crain            | Julian Hilliard 1    | 1.01–1.10 | Nikita Steinert    |
| Theodora „Theo“ Crain | Kate Siegel          | 1.01–1.10 | Nadine Heidenreich |
| Theodora „Theo“ Crain | Mckenna Grace 1      | 1.01–1.10 | Naomi Hadad        |
| Eleanor „Nell“ Crain  | Victoria Pedretti    | 1.01–1.10 | Daniela Molina     |
| Eleanor „Nell“ Crain  | Violet McGraw 1      | 1.01–1.10 | Xara Eich          |
| Olivia Crain          | Carla Gugino         | 1.01–1.10 | Victoria Sturm     |

Anmerkungen:

### Nebendarsteller
| Rollenname   | Schauspieler      | Episoden                    | Synchronsprecher |
| ------------ | ----------------- | --------------------------- | ---------------- |
| Kevin Harris | Anthony Ruivivar  | 1.01–1.03, 1.05–1.08, 1.10  | Nils Nelleßen    |
| Leigh Crain  | Samantha Sloyan   | 1.01–1.05, 1.07–1.08, 1.10  | Daniela Thuar    |
| Mrs. Dudley  | Annabeth Gish     | 1.01, 1.03, 1.05, 1.08–1.10 | Karin Grüger     |
| Mr. Dudley   | Robert Longstreet | 1.01, 1.03, 1.05, 1.08–1.10 | Roman Kretschmer |

## Episodenliste
| Nr.                                                                                         | Deutscher Titel                  | Originaltitel        | Regie         | Drehbuch                      |
| ------------------------------------------------------------------------------------------- | -------------------------------- | -------------------- | ------------- | ----------------------------- |
| 1                                                                                           | Steven sieht einen Geist         | Steven Sees a Ghost  | Mike Flanagan | Mike Flanagan                 |
| 2                                                                                           | Offener Sarg                     | Open Casket          | Mike Flanagan | Mike Flanagan                 |
| 3                                                                                           | Berührung                        | Touch                | Mike Flanagan | Liz Phang                     |
| 4                                                                                           | Das Zwillingsding                | The Twin Thing       | Mike Flanagan | Scott Kosar                   |
| 5                                                                                           | Die Frau mit dem verbogenen Hals | The Bent-Neck Lady   | Mike Flanagan | Meredith Averill              |
| 6                                                                                           | Zwei Gewitter                    | Two Storms           | Mike Flanagan | Mike Flanagan & Jeff Howard   |
| 7                                                                                           | Grabrede                         | Eulogy               | Mike Flanagan | Charise Castro Smith          |
| 8                                                                                           | Markierungen                     | Witness Marks        | Mike Flanagan | Jeff Howard & Rebecca Klingel |
| 9                                                                                           | Böse Träume                      | Screaming Meemies    | Mike Flanagan | Meredith Averill              |
| 10                                                                                          | Eine bleierne Stille             | Silence Lay Steadily | Mike Flanagan | Mike Flanagan                 |
| Am 12. Oktober 2018 wurden alle Folgen der Staffel gleichzeitig bei Netflix veröffentlicht. |                                  |                      |               |                               |

## Rezeption
Spuk in Hill House fand nach seiner Veröffentlichung großen Anklang bei den Kritikern. Auf der Seite Rotten Tomatoes hat die Serie eine Bewertung von 85 % basierend auf 33 Bewertungen, mit einer durchschnittlichen Bewertung von 8,29/10. Metacritic, das einen gewichteten Durchschnitt verwendet, hat einen Metascore von 81 von 100 Punkten vergeben basierend auf 15 Kritikern.
Auch im deutschsprachigen Raum erhielt die Serie positive Rückmeldungen. Auf dem Online-Portal Filmstarts.de verglich der Redakteur Markus Trutt die Serie als ernsthafte Konkurrenz für die Conjuring-Horrorfilmreihe und urteilte, die Netflix-Serie sei aber „auch deswegen so stark, weil sie nicht nur auf der Horror-Ebene allein“ überzeuge, sondern „uns auch sorgfältig ausgearbeitete, toll gespielte und sich gegenseitig perfekt ergänzende Figuren“ präsentiere.
Auch Kevin Hennings auf DWDL.de wertete die Serie positiv. Er vergleicht den Horror der Serie mit dem des Films Poltergeist. Der Schrecken beginne wie in Shining „schleichend“ und kippe in der zweiten Hälfte „zum kompletten Grauen“. Wer bislang nicht an Geister glaube, werde „nun anfangen, sich zu hinterfragen“.

## Fortsetzung
Als Fortsetzung wurde von Netflix eine zweite Staffel angekündet unter dem Originaltitel The Haunting of Bly Manor, basierend auf dem Buch The Turn of the Screw von Henry James, in dem Bly Manor der Handlungsspielort ist. Die Dreharbeiten zu der Staffel begannen im September 2019. Starttermin von Spuk in Bly Manor war der 9. Oktober 2020. Neben neuen Schauspielern kehrten Gugino, Pedretti, Siegel, Jackson-Cohen und Thomas in neuen Rollen zurück.
Im Dezember 2020 teilte Flanagan mit, dass vorerst keine weiteren Staffeln geplant seien.